# Liste der finnischen Botschafter in der Schweiz
Die Liste der finnischen Botschafter in der Schweiz zeigt alle finnischen Botschafter, die in der Schweiz stationiert waren.

## Liste
| Ernennung Akkreditierung | Name               | Bemerkungen         | ernannt von             | Akkreditierung während der Regierungszeit von | Posten verlassen |
| ------------------------ | ------------------ | ------------------- | ----------------------- | --------------------------------------------- | ---------------- |
| 1926                     | Rafael Erich       | Genf                | Lauri Kristian Relander | Heinrich Häberlin                             | 1927             |
| 1927                     | Rudolf Holsti      | Genf                | Lauri Kristian Relander | Giuseppe Motta                                | 1940             |
| 1940                     | Hugo Valvanne      |                     | Risto Ryti              | Marcel Pilet-Golaz                            | 1941             |
| 1941                     | Tapio Voionmaa     |                     | Risto Ryti              | Ernst Wetter                                  | 1946             |
| 1946                     | Heikki Leppo       |                     | Juho Kusti Paasikivi    | Karl Kobelt                                   | 1948             |
| 1948                     | Reinhold Svento    |                     | Juho Kusti Paasikivi    | Enrico Celio                                  | 1951             |
| 1951                     | Åke Gartz          |                     | Juho Kusti Paasikivi    | Eduard von Steiger                            | 1953             |
| 1953                     | Helge von Knorring |                     | Juho Kusti Paasikivi    | Philipp Etter                                 | 1956             |
| 1956                     | Hugo Valvanne      | ab 1957 Botschafter | Urho Kekkonen           | Markus Feldmann                               | 1959             |
| 1959                     | Osmo Orkomies      |                     | Urho Kekkonen           | Paul Chaudet                                  | 1962             |
| 1962                     | Olavi Munkki       |                     | Urho Kekkonen           | Paul Chaudet                                  | 1965             |
| 1965                     | Ragnar Smedslund   |                     | Urho Kekkonen           | Hans-Peter Tschudi                            | 1967             |
| 1968                     | Björn-Olof Alholm  |                     | Urho Kekkonen           | Willy Spühler                                 | 1970             |
| 1970                     | Martti Salomies    |                     | Urho Kekkonen           | Hans-Peter Tschudi                            | 1974             |
| 1974                     | Kaarlo Mäkelä      |                     | Urho Kekkonen           | Ernst Brugger                                 | 1976             |
| 1976                     | Joel Toivola       |                     | Urho Kekkonen           | Rudolf Gnägi                                  | 1982             |
| 1983                     | Richard Tötterman  |                     | Mauno Koivisto          | Pierre Aubert                                 | 1990             |
| 1990                     | Paavo Kaarlehto    |                     | Mauno Koivisto          | Arnold Koller                                 | 1992             |
| 1992                     | Henry Söderholm    |                     | Mauno Koivisto          | René Felber                                   | 1996             |
| 1996                     | Olli Mennander     |                     | Martti Ahtisaari        | Jean-Pascal Delamuraz                         | 2001             |
| 2001                     | Antti Hynninen     |                     | Tarja Halonen           | Moritz Leuenberger                            | 2005             |
| 2005                     | Pekka Ojanen       |                     | Tarja Halonen           | Samuel Schmid                                 | 2009             |
| 2009                     | Alpo Rusi          |                     | Tarja Halonen           | Hans-Rudolf Merz                              | 2014             |
| 2014                     | Jari Luoto         |                     | Sauli Niinistö          | Didier Burkhalter                             | 2017             |
| 2017                     | Timo Rajakangas    |                     | Sauli Niinistö          | Didier Burkhalter                             | 2021             |
| 2021                     | Valtteri Hirvonen  |                     | Sauli Niinistö          | Guy Parmelin                                  |                  |